# Sint-Corneliuskerk (Rodt)

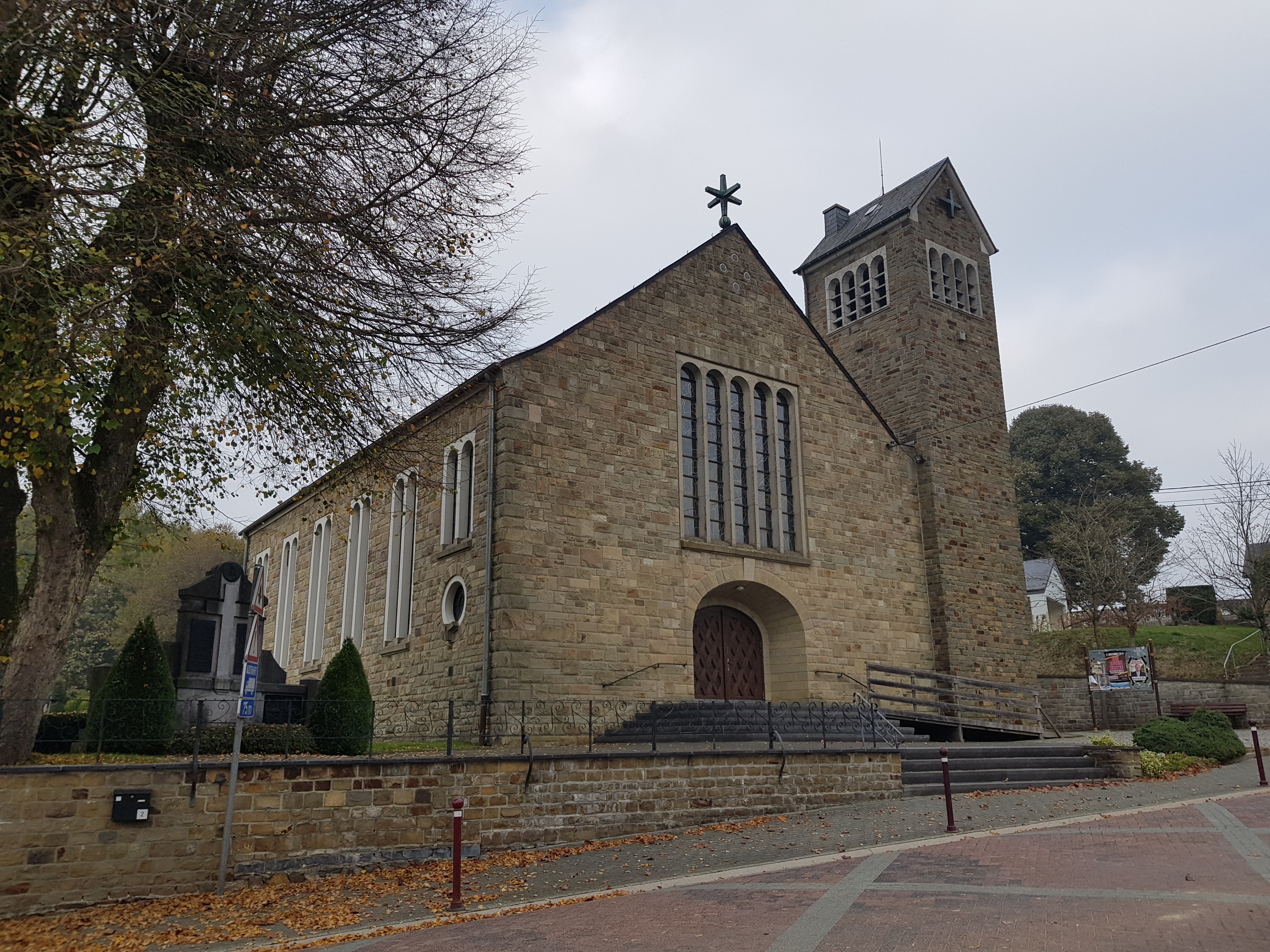
Sint-Corneliuskerk

De Sint-Corneliuskerk (Duits: Kirche Sankt Kornelius) is een kerk in Rodt, een dorp in Sankt Vith in de Belgische provincie Luik. De kerk bevindt zicht aan de Korneliusplatz 2.
In 1678 was voor het eerst sprake van een kapel in Rodt. In 1834 werd een eenvoudig kerkgebouw opgetrokken. Dit werd tijdens het Ardennenoffensief (eind december 1944) verwoest. In 1956 werd een nieuwe kerk ingewijd. Deze is opgetrokken in zandsteenblokken. De naastgebouwde toren, gedekt door een zadeldak, kwam gereed in 1972.
Ook de zaalkerk is gedekt door een zadeldak. Het geheel is gebouwd in gematigd moderne stijl. Opvallend zijn de hoge en smalle, rondbogige vensters in de voorgevel. In de toren komen ze terug, als galmgaten.